# Arachnion
Arachnion is een geslacht van schimmels uit de familie van de Agaricaceae. De typesoort is Arachnion album.

## Soorten
Volgens Index Fungorum heeft het geslacht 13 soorten (peildatum november 2021):
| Soortnaam              | Auteur(s)                      | Publicatiejaar |
| ---------------------- | ------------------------------ | -------------- |
| Arachnion alborosellum | Verwoerd                       | 1926           |
| Arachnion album        | Schwein.                       | 1822           |
| Arachnion bovista      | Mont.                          | 1849           |
| Arachnion bovista      | Speg.                          | 1899           |
| Arachnion drummondii   | Berk.                          | 1881           |
| Arachnion firmoderma   | Verwoerd                       | 1926           |
| Arachnion iriemae      | Rick                           | 1961           |
| Arachnion iulii        | Quadr.                         | 1996           |
| Arachnion lazoi        | Demoulin                       | 1972           |
| Arachnion lloydianum   | Demoulin                       | 1972           |
| Arachnion rufum        | Lloyd                          | 1906           |
| Arachnion scleroderma  | Lloyd                          | 1915           |
| Arachnion setosum      | Trierv.-Per. & R.M.B. Silveira | 2017           |